# Venomius tomhardyi
Genre
Espèce
Venomius tomhardyi, unique représentant du genre Venomius, est une espèce d'araignées aranéomorphes de la famille des Araneidae.

## Distribution
Cette espèce est endémique d'Australie. Elle se rencontre en Tasmanie, au Victoria, dans le Sud-Est de l'Australie-Méridionale et dans le Sud-Ouest de l'Australie-Occidentale.

## Description
Le mâle holotype mesure 5,5 mm et la femelle paratype 9,1 mm, les mâles mesurent de 5,5 à 6,4 mm et les femelles de 9,1 à 11,7 mm.

## Systématique et taxinomie
Cette espèce a été décrite par Rossi, Castanheira, Baptista et Framenau en 2023.
Ce genre a été décrit par Rossi, Castanheira, Baptista et Framenau en 2023 dans les Araneidae.

## Étymologie
Cette espèce est nommée en l'honneur de Tom Hardy.
Ce genre est nommé en référence à Venom. 

## Publication originale
- Rossi, Castanheira, Baptista & Framenau, 2023 : « Venomius, a new monotypic genus of Australian orb-weaving spiders (Araneae, Araneidae). » Evolutionary Systematics, vol. 7, no 2, p. 285-292 (texte intégral).